# Пужьегурт
Пужьегурт — деревня в Шарканском районе Удмуртской республики.

## География
Находится в восточной части Удмуртии на расстоянии приблизительно 6 км на северо-восток по прямой от районного центра села Шаркан.

## История
Основан в 1853 году переселенцами из деревни Бакинская (Зибеево). В 1893 году здесь (починок Бакинский или Пужегурт) было 25 дворов, в 1905 (Пужегурт) — 32. С 1932 года деревня Пужьегурт. До 2021 года входила в состав Шарканского сельского поселения.

## Население
Постоянное население составляло 168 человек (1893 год, 148 удмуртов и 20 русских), 431 (1905), 9 человек в 2002 году (удмурты 100 %), 4 в 2012.